# 望夫石

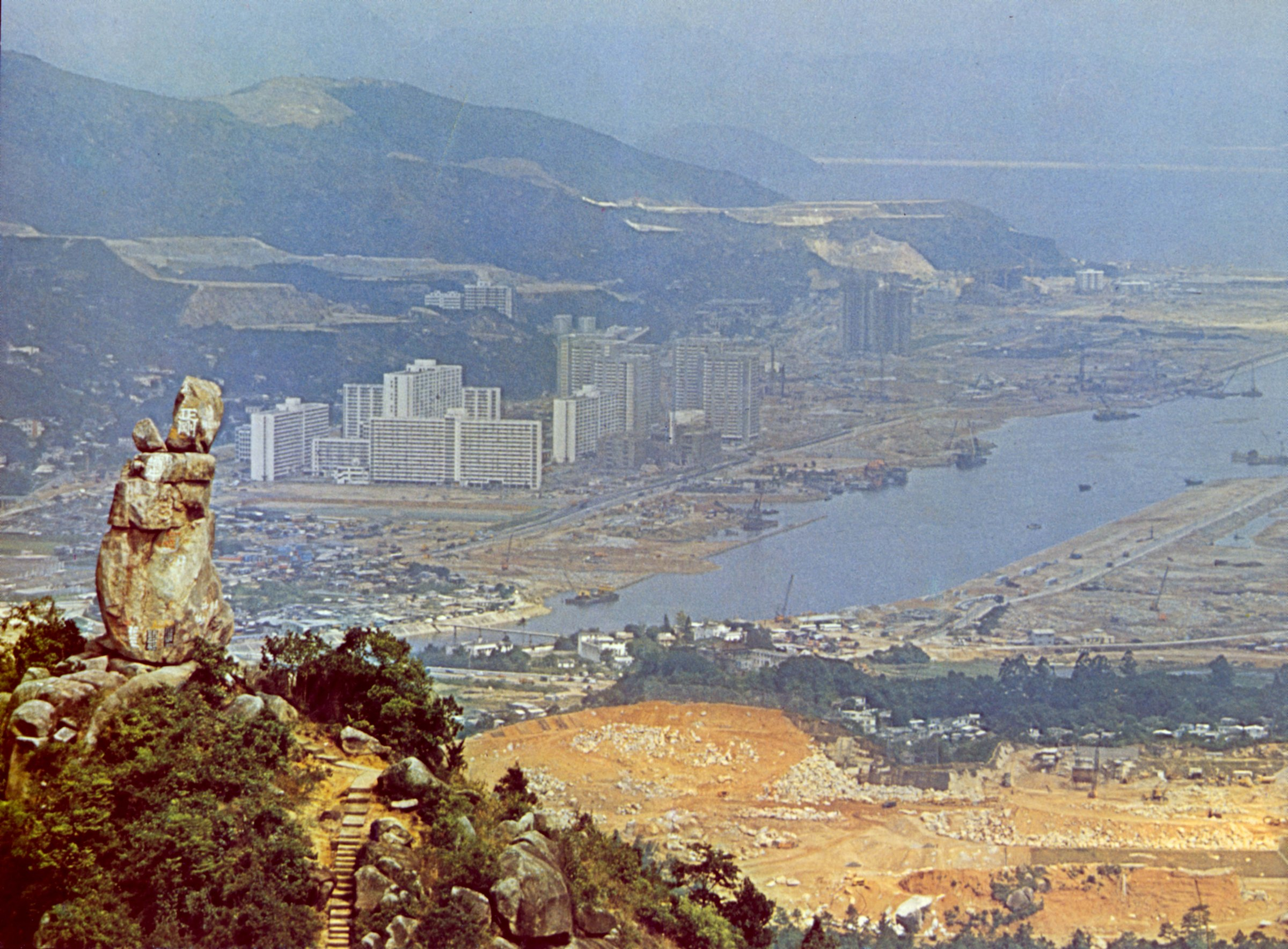
從望夫石遠望開發中的沙田

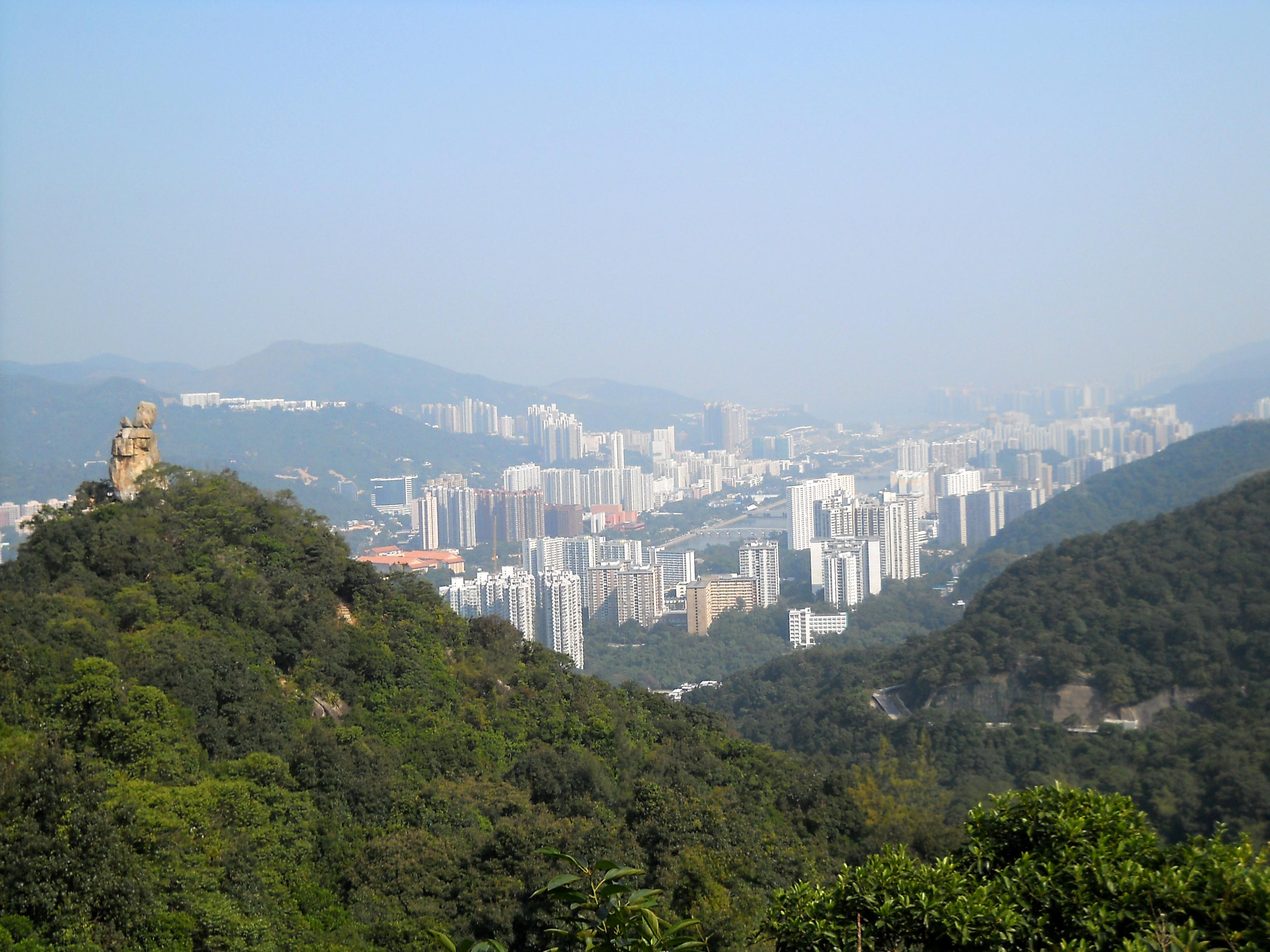
從望夫石遠望今天的沙田

望夫石（英語：Amah Rock）位於香港新界沙田區的紅梅谷對上的一個小山崗，海拔約250多公尺，是獅子山系的一座小山。望夫石是沙田區著名的地標。2007年的「珍惜岩石自然美──香港最美岩石選舉」活動，望夫石榮膺首位。

## 山峰上的石岩
獅子山郊野公園的地質主要由塌積岩（Colluvium）及火成岩組成，望夫山是稱為突岩（Tor）的花崗岩風化岩體，而望夫石原為一塊巨石，其節理因受風化崩解而形成直立的石柱或石塊。
山峰上的这块大石约有15米高，似人的身軀，此大石上有兩塊石，一大一細並排而立，造形狀似婦人背著孩子，「母親」的頸部和「孩子」是源於岩石的水平節理，而身體部份則為垂直節理而形成，母子迄立在山峰上，遠望山下沙田區城門河、沙田新市鎮一帶。望夫石微曲身子，動也不動，形態流露著盼望。望夫石是這個地區的觀光熱點，也是香港民眾郊遊遠足的常到地方。

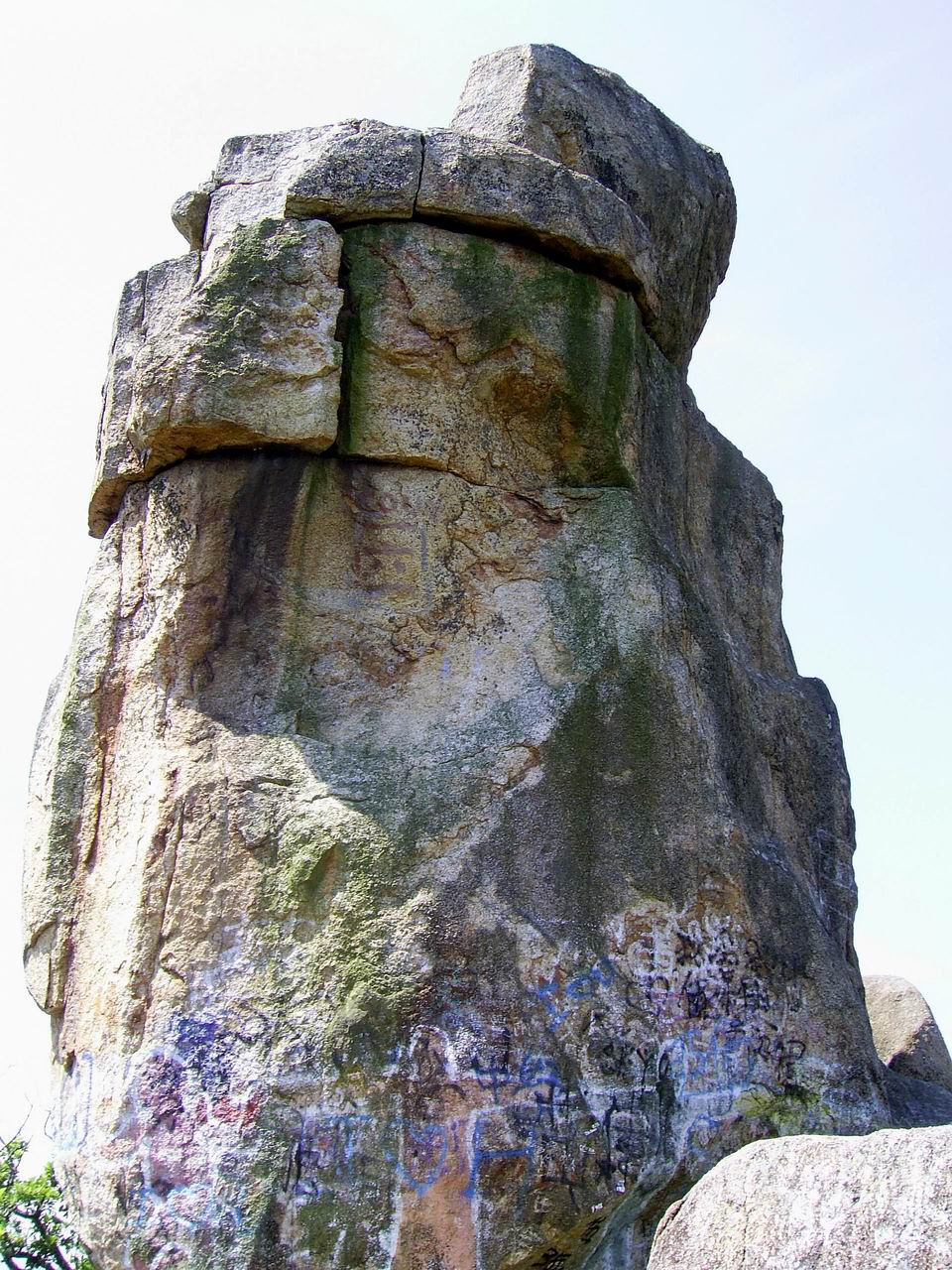
近看望夫石反失其形
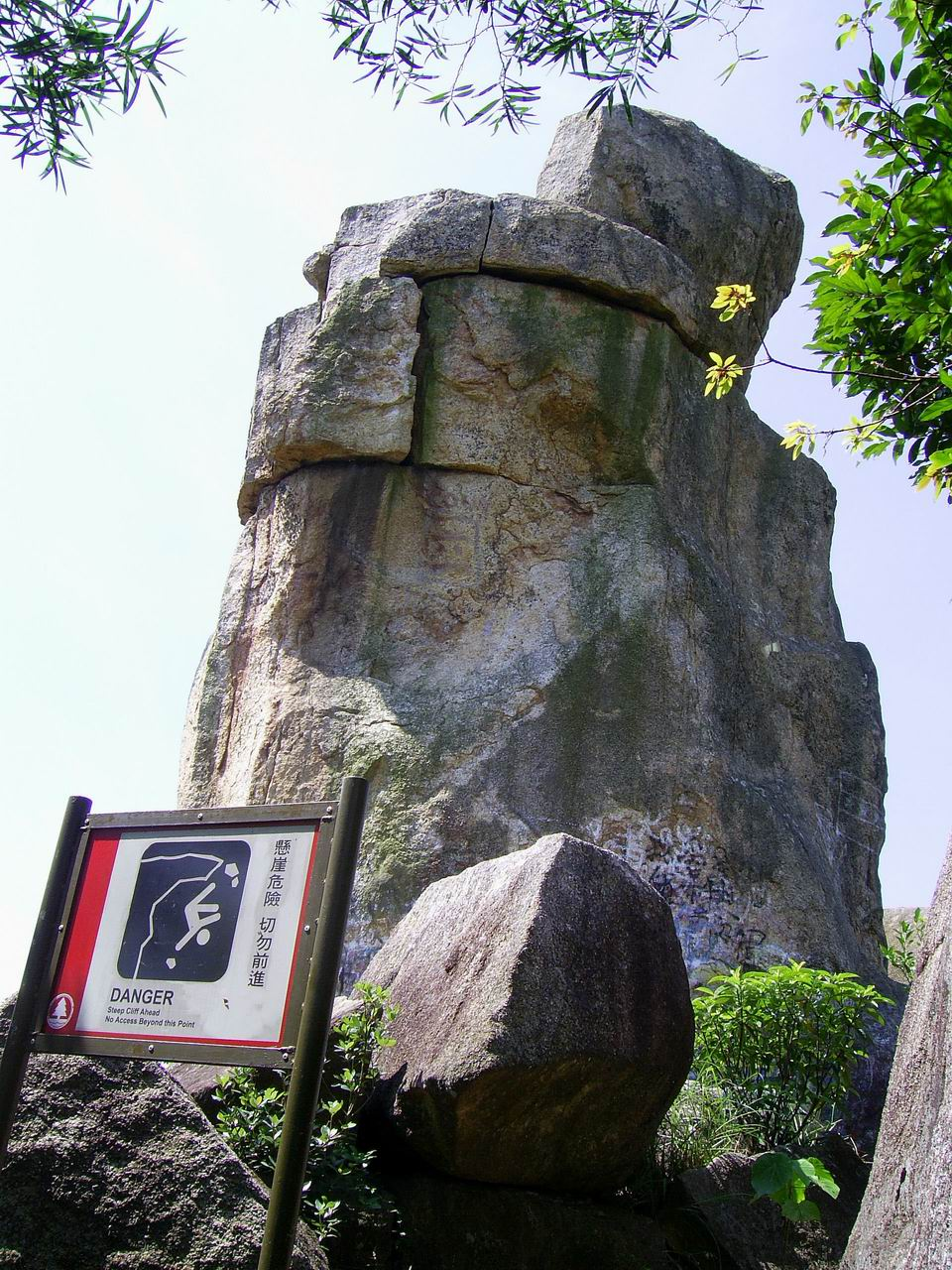
攀岩危險警告
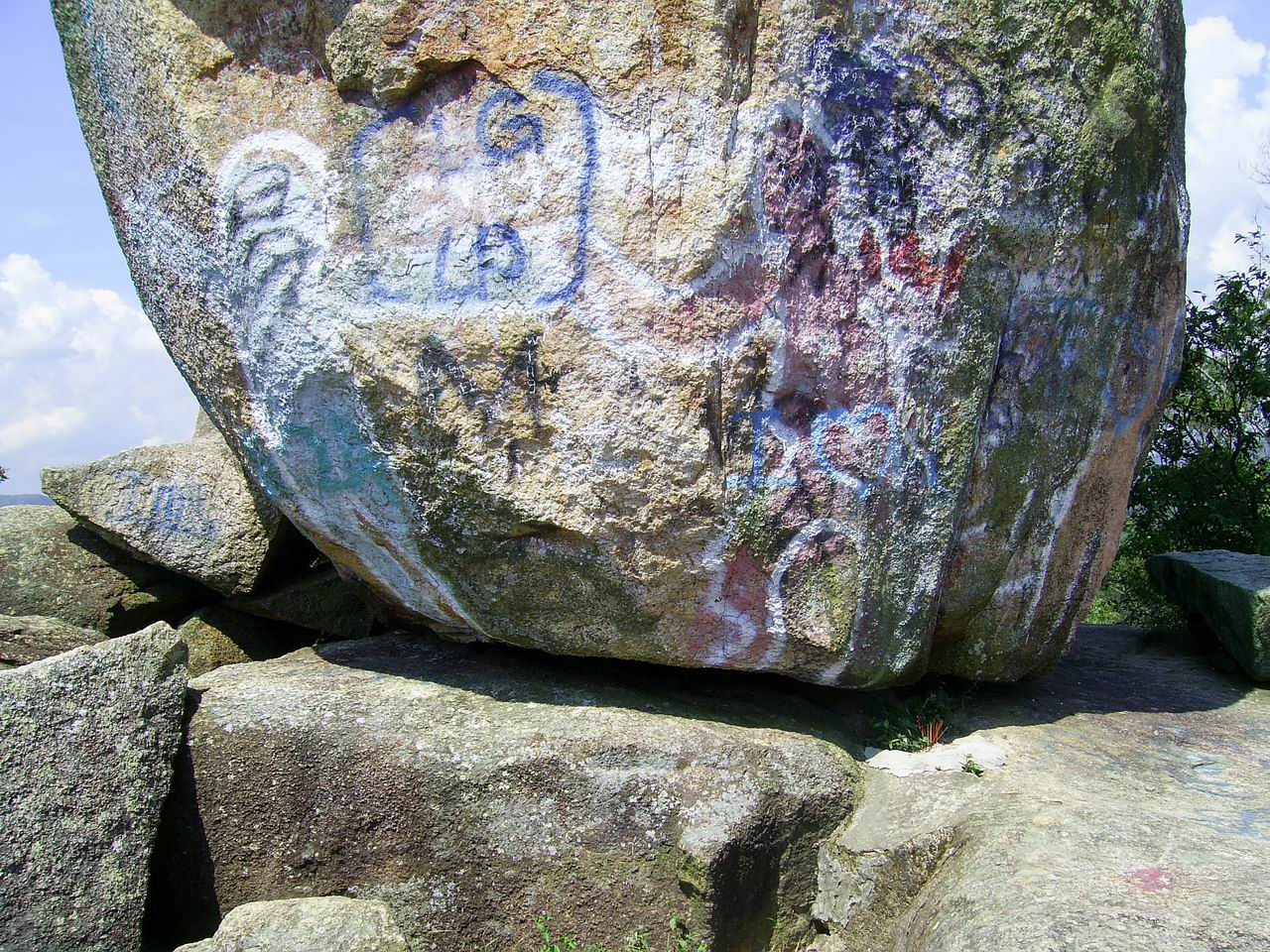
基部滿佈塗鴉
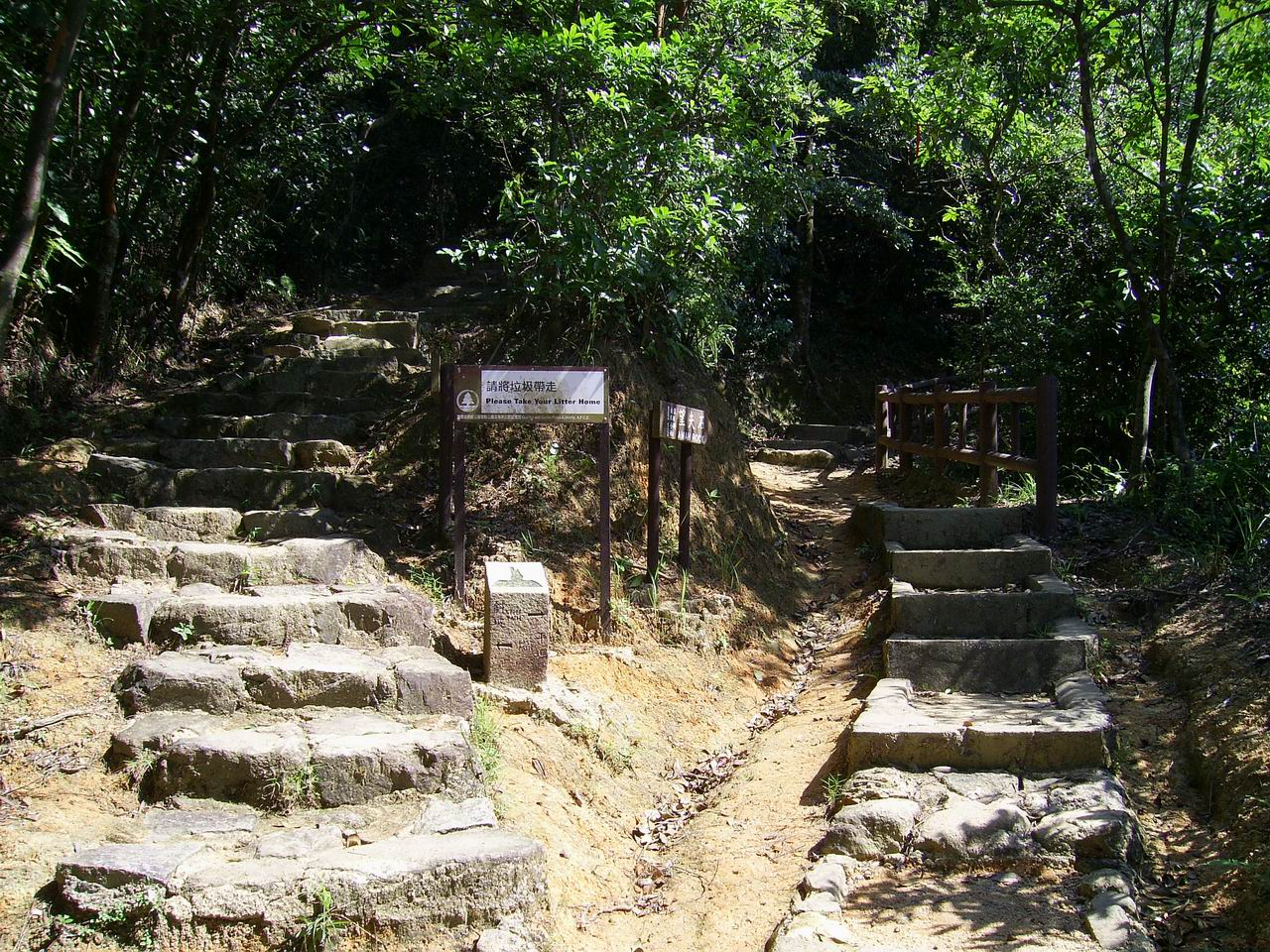
兩條上山的路

## 民間傳說
望夫石位於沙田紅梅谷，外形恍似婦人背著孩子，矗立在山崗已經有過百年之久。嶇石形態流露著盼望，加上流傳民間的夫妻別離悲慘故事，遂成為了熱門的旅遊勝地，也是公眾晨運的好地方，不少人皆認為攀登望夫山，細聽望夫謠，是何等的淒美動人。
相傳一個貧窮的農村家庭，妻子產下女嬰後，不幸因病逝世，留下女嬰，幸得鄰舍一婦人亦產下了麟兒，可憐該父女的遭遇，願意為女嬰哺乳。轉眼數年過去，兩孩已經6、7歲，青梅竹馬相處融洽。不久女童的父親積勞成疾去世，孤女亦成為童養媳，長大結婚與夫育有一對兒子，一家樂也融融。可惜好景不常，某年天旱，稻穀失收，丈夫為求生計，被迫捨下妻兒與同鄉出洋謀生，誰知一去不返，音訊全無。妻兒生活淒苦，但是仍然期望有朝一日能夠一家團圓，因此婦人每天手抱幼子背著長子，攀登山崗遙望遠海，冀盼夫君歸來，日日如是，風雨不改。母親悲哀地說，丈夫何時會回來。有一天，三母子如常登山守望時，突然遇上狂風大雨，雷電交加，三母子突然在天崩地裂中消失於世上，但是他們站立的位置郤出現了一塊巨石，形態極似失蹤了的三母子。有傳說是其深情感動蒼天，故此將他們化成石頭永守山崗，而這個哀怨動人傳說亦漸漸廣泛地流傳開去。

## 外部連結
- 漁護署：獅子山郊野公園 （页面存档备份，存于）
- 望夫石的位置地圖
- OpenStreetMap上有關1167810875  望夫石的地理

22°21′34.75″N 114°10′47.24″E / 22.3596528°N 114.1797889°E